# Šušara

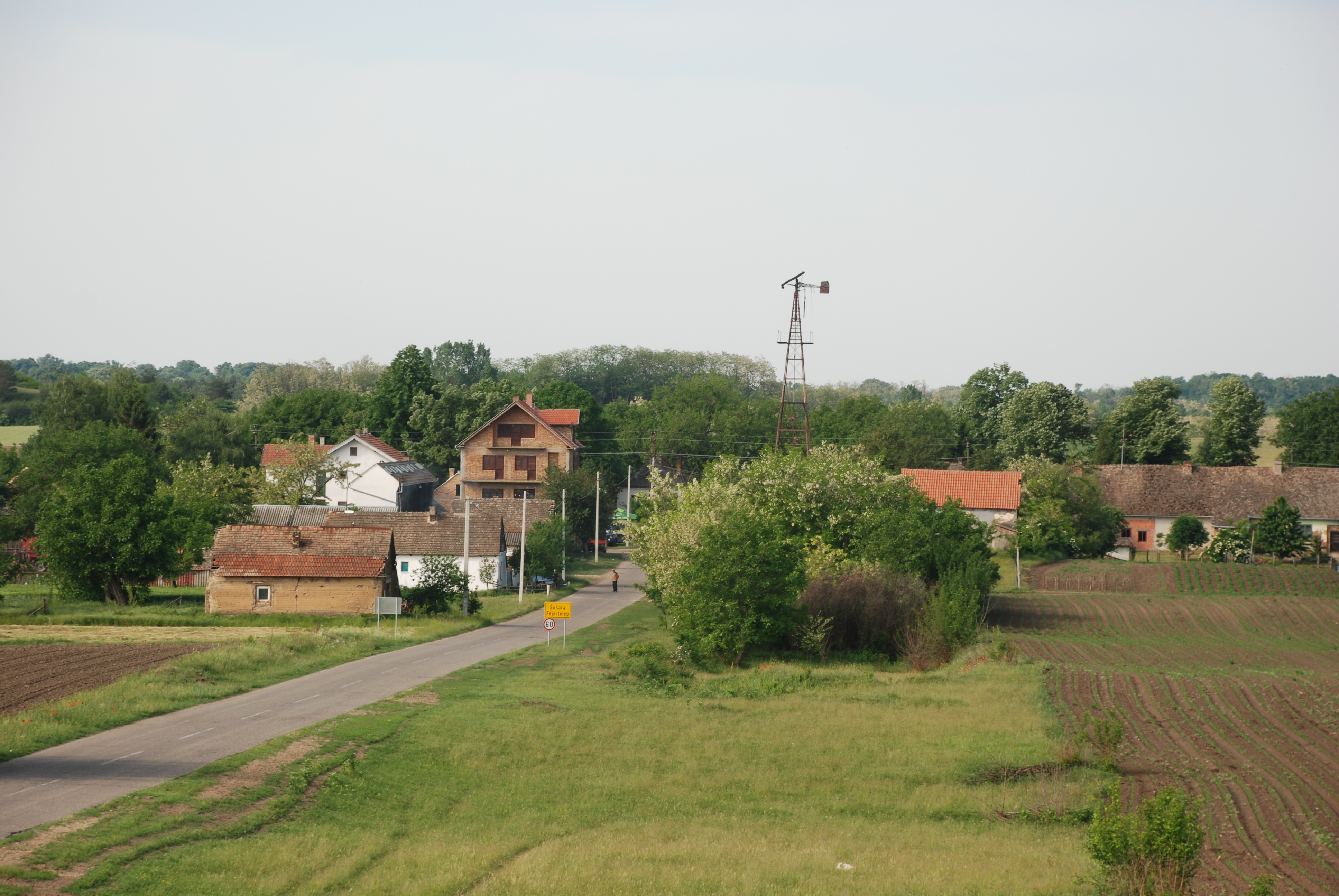
Šušara
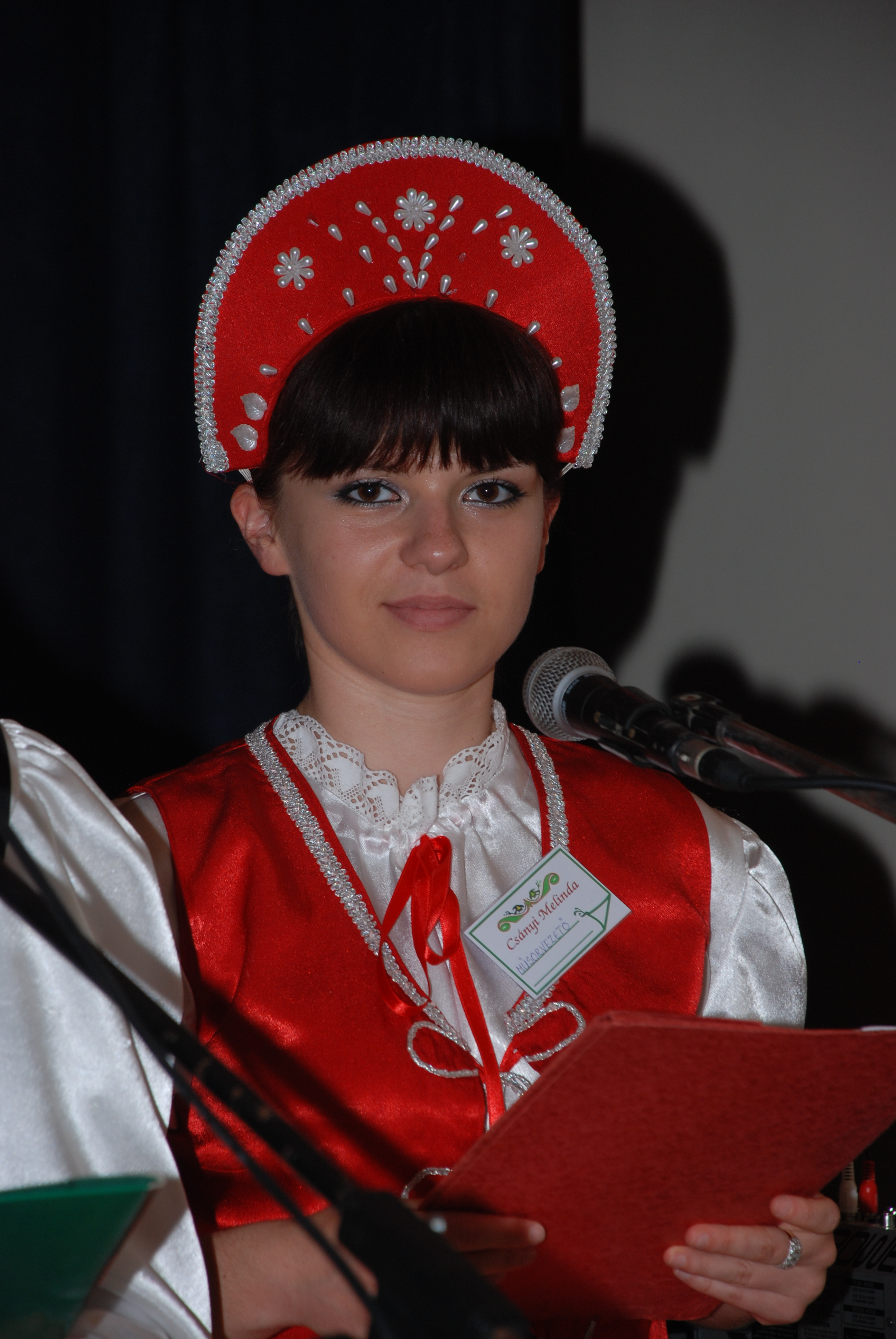
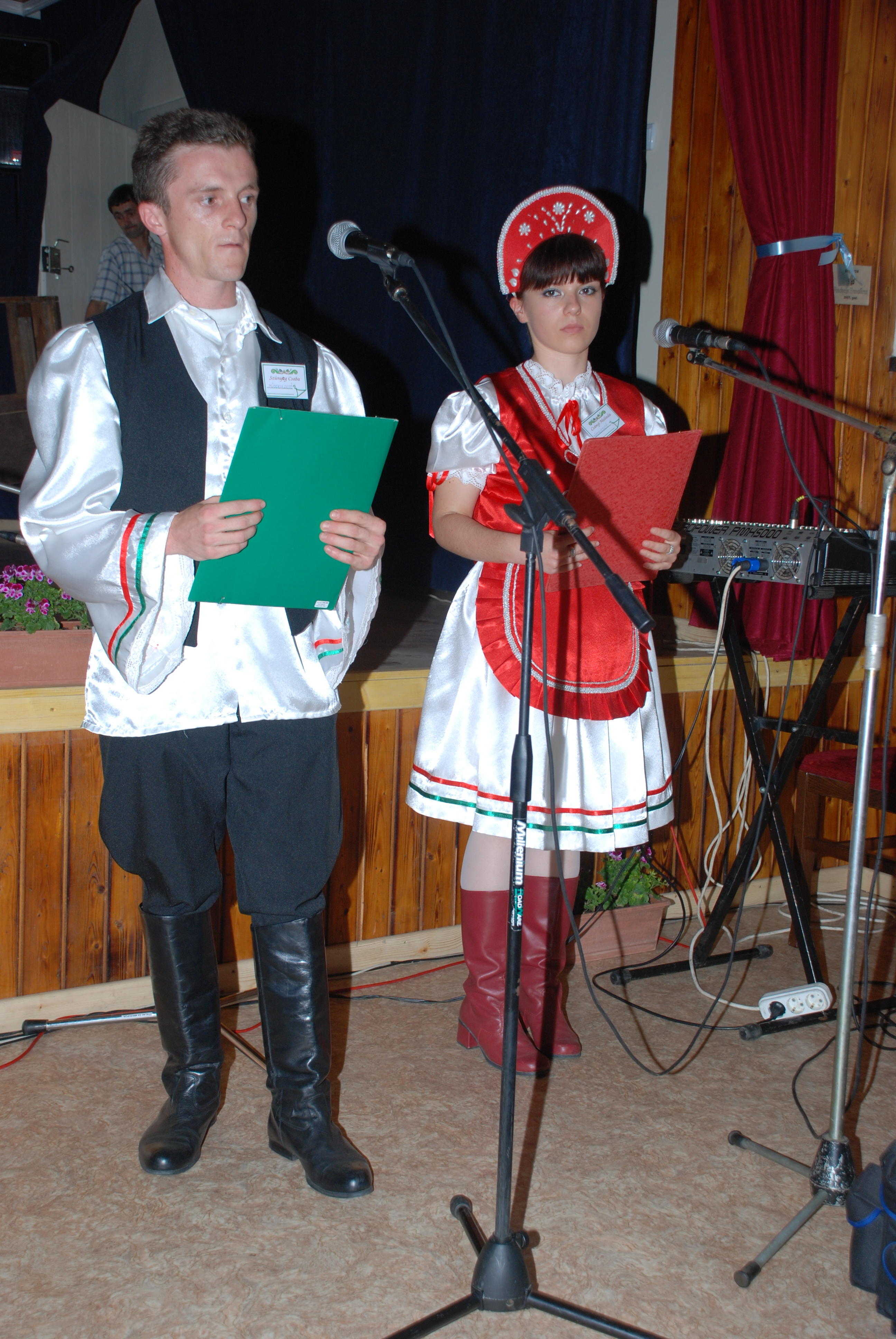
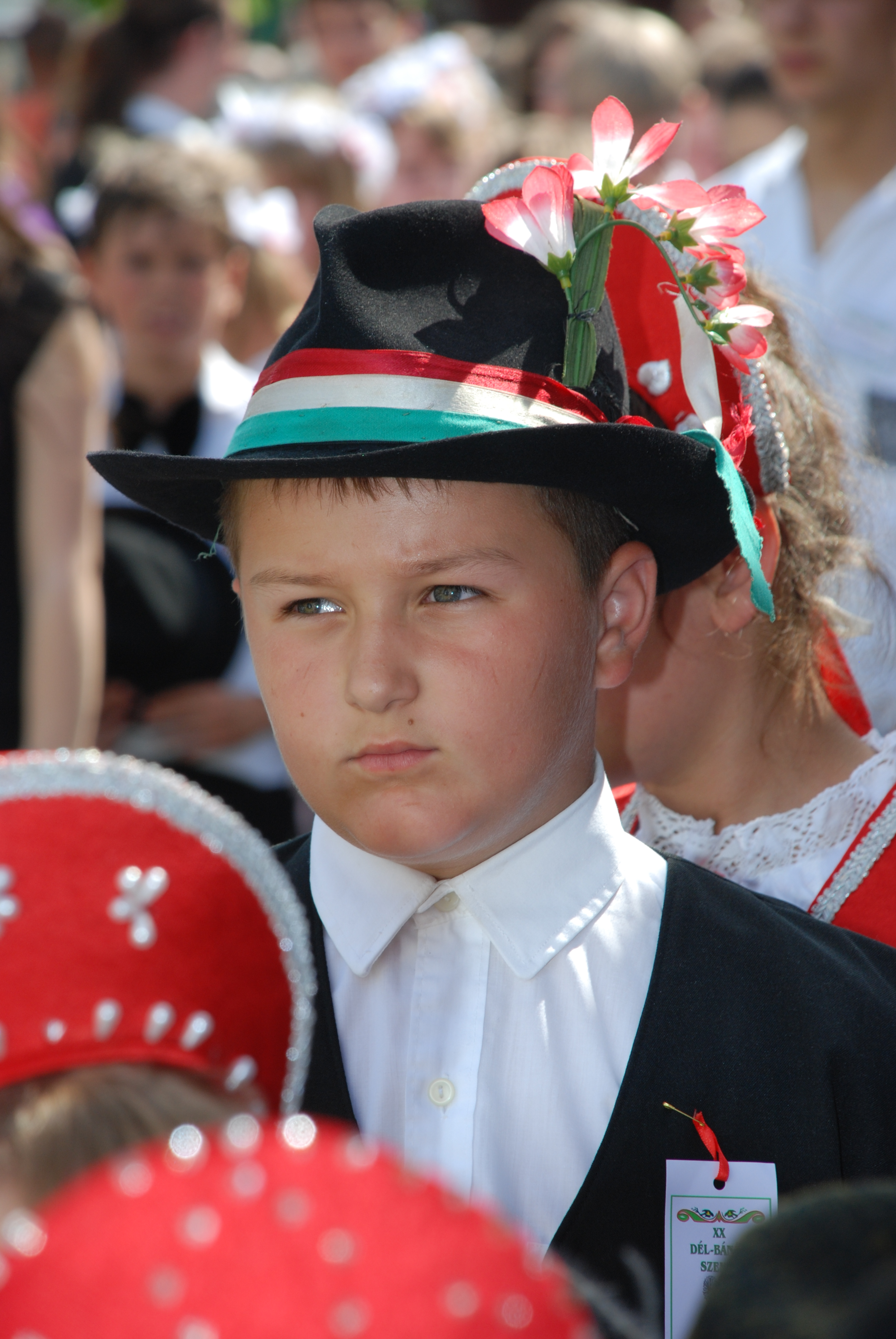
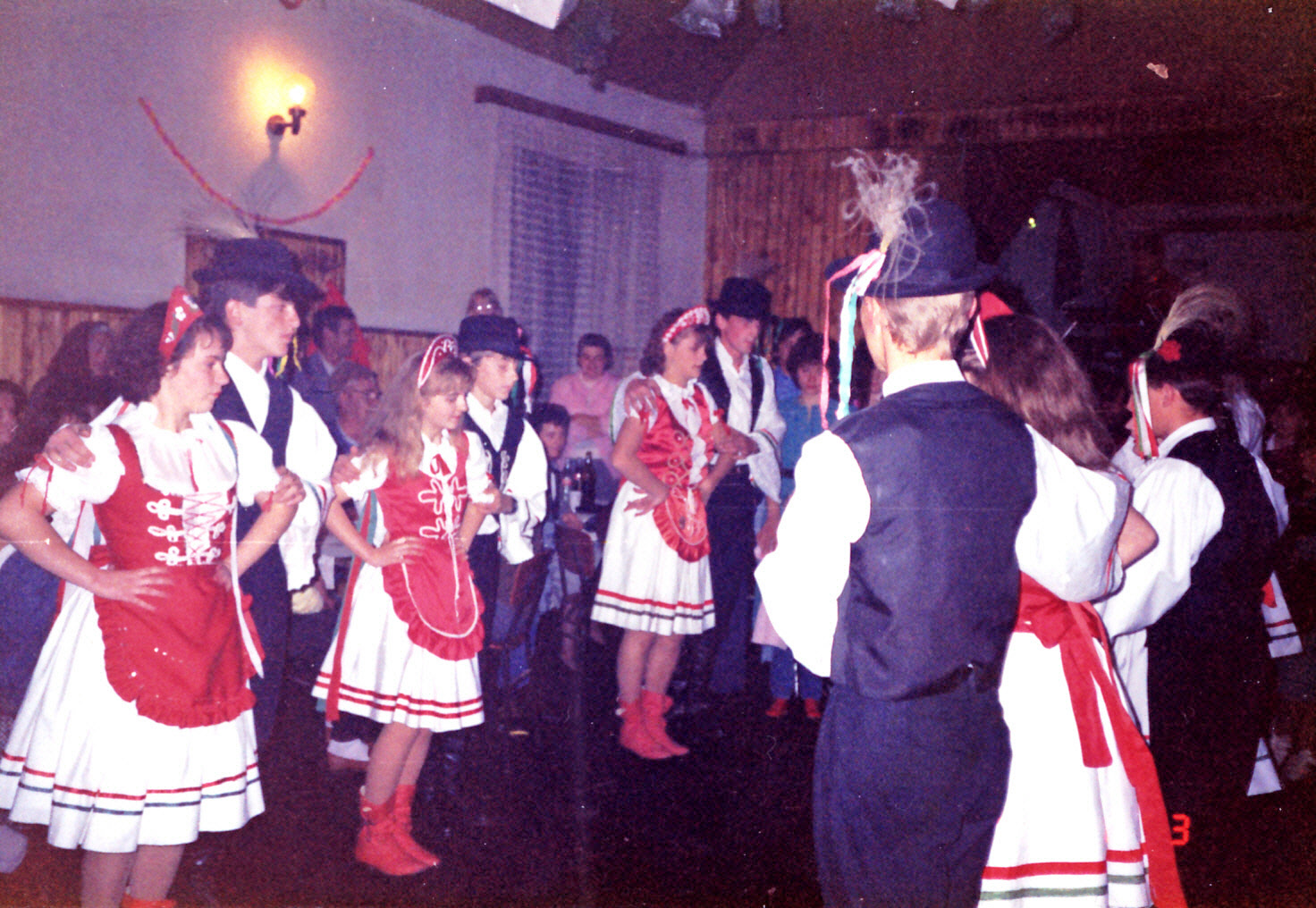
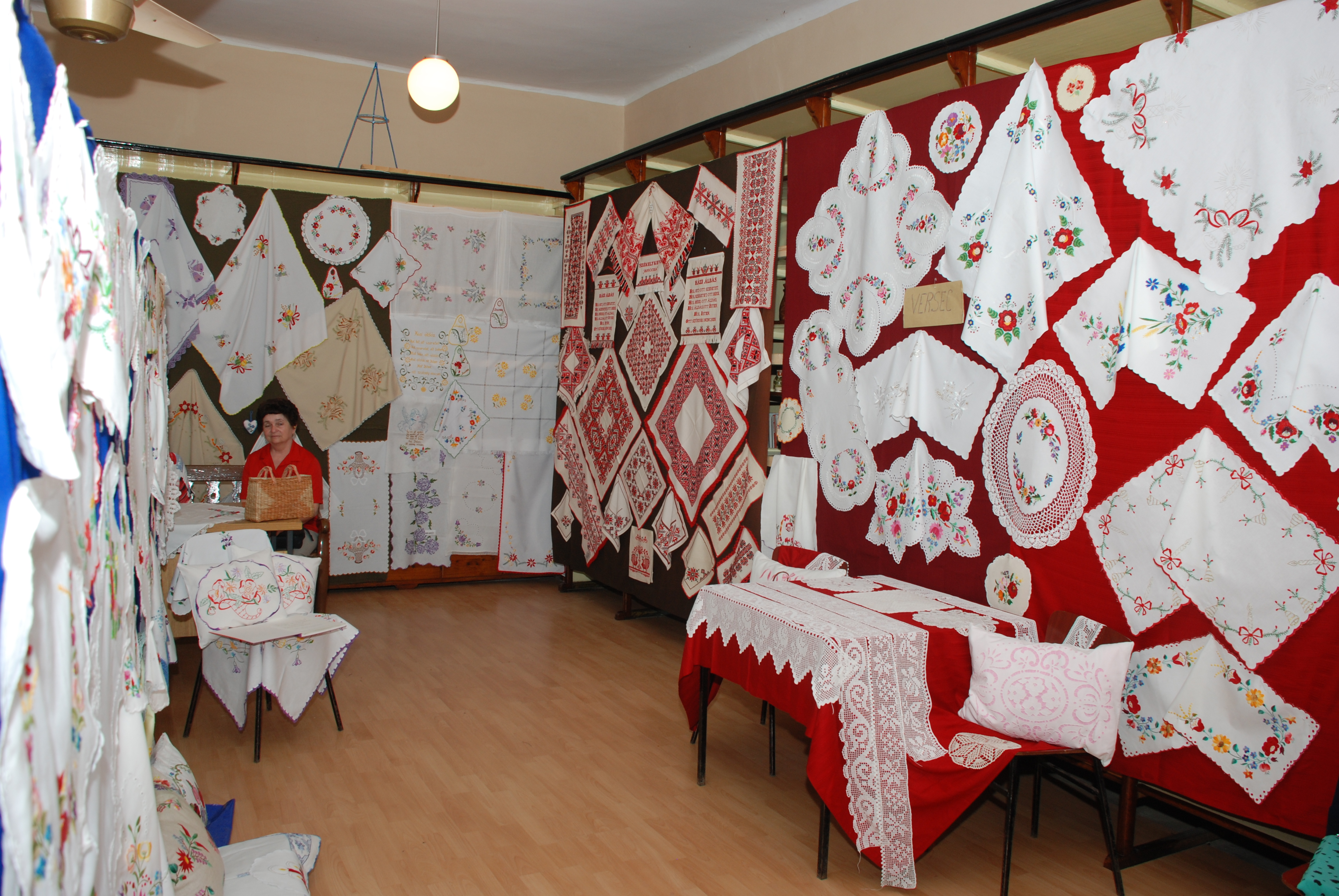
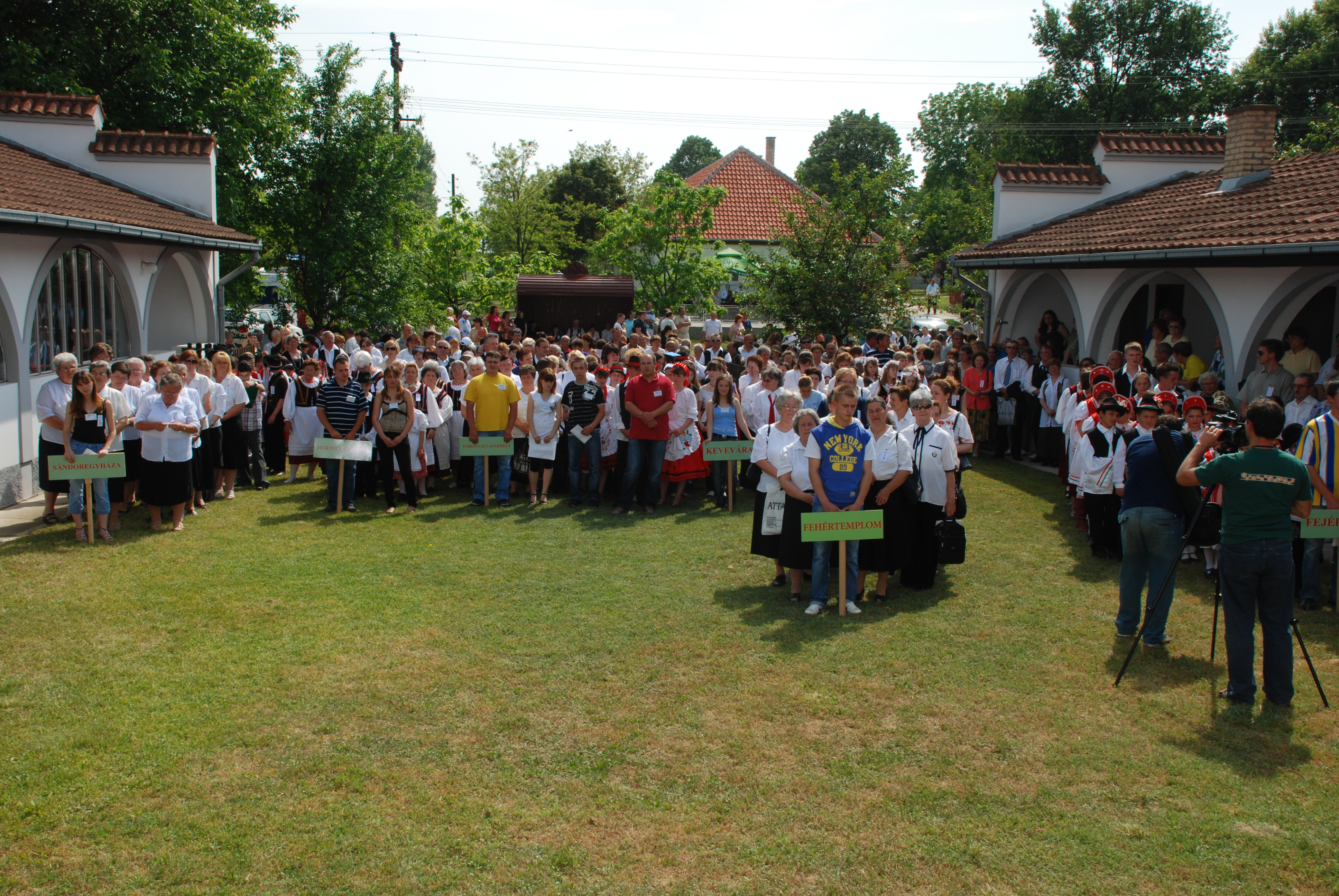

Šušara (en serbe cyrillique : Шушара ; en hongrois : Fejértelep) est un village de Serbie situé dans la province autonome de Voïvodine. Il fait partie de la municipalité de Vršac dans le district du Banat méridional. Au recensement de 2011, il comptait 319 habitants.

## Géographie

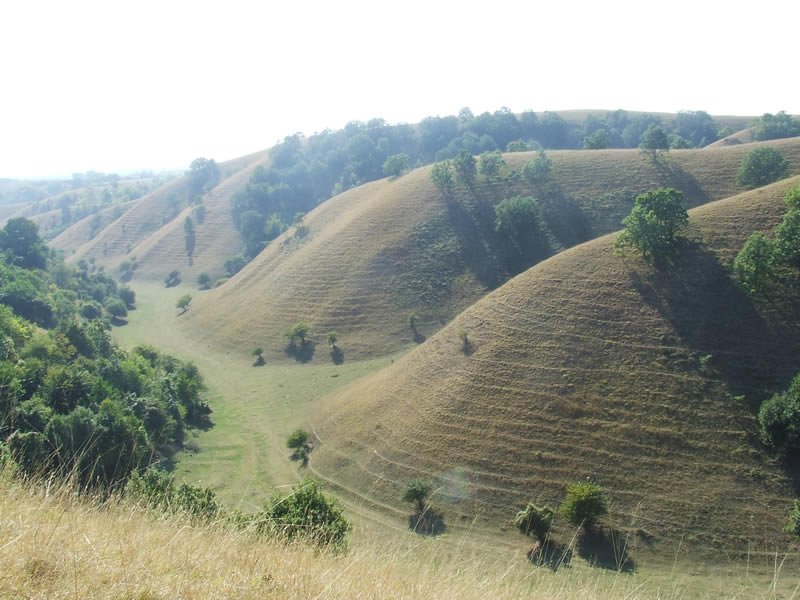
Les collines de Šušara

## Démographie

### Évolution historique de la population
| 1948 | 1953 | 1961 | 1971 | 1981 | 1991 | 2002 | 2011 |
| ---- | ---- | ---- | ---- | ---- | ---- | ---- | ---- |
| 748  | 851  | 819  | 648  | 496  | 472  | 376  | 319  |

|  |

## Šušara
- Šušara